# Staffel (volleybal)

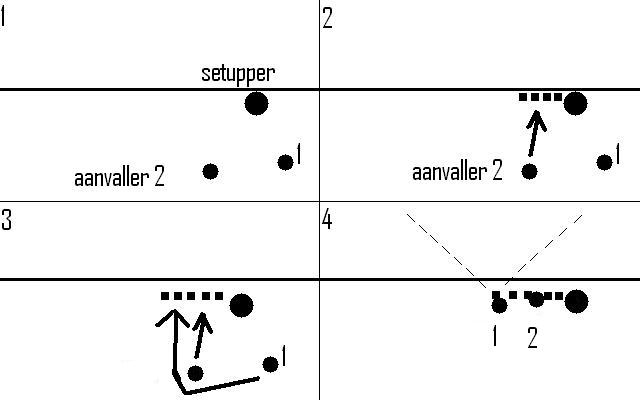

Een staffel is een aanvalstactiek gebruikt in het volleybal.
Bij deze aanval is het de bedoeling om de verdediging op het verkeerde been te zetten door een aanvaller een schijnaanval te laten uitvoeren. Dit gebeurt doordat een aanvaller als het ware onder de bal door loopt en na zijn schijnaanval de bal geslagen wordt door een aanvaller die achter hem langs is gelopen. De eerste aanvaller heeft, als het goed is, het blok met zich meegetrokken, waardoor de tweede aanvaller kan slaan zonder door het blok gehinderd te worden. Dit vergt oefening en een perfecte timing tussen de twee aanvallers en de spelverdeler.
De blokkering wordt meestal door de middenspeler weggetrokken, waardoor een buitenaanvaller/passer-loper of diagonaalspeler de bal ongehinderd kan slaan. De aanvaller valt door een loopactie op een onverwachte plaats aan.